# Masakuni Yamamoto
Masakuni Yamamoto (山本 昌邦, Yamamoto Masakuni, Numazu, 4 april 1958) is een Japans voormalig voetballer die als verdediger speelde.

## Clubcarrière
In 1977 ging Yamamoto naar de Kokushikan University, waar hij in het schoolteam voetbalde. Nadat hij in 1981 afstudeerde, ging Yamamoto spelen voor Yamaha Motors. Yamamoto veroverde er in 1982 de Beker van de keizer. In 6 jaar speelde hij er 109 competitiewedstrijden en scoorde 3 goals. Yamamoto beëindigde zijn spelersloopbaan in 1987.

## Japans voetbalelftal
Yamamoto debuteerde in 1980 in het Japans nationaal elftal en speelde 4 interlands.

## Olympische Spelen
Hij gaf leiding aan de Japanse selectie, die deelnam aan de Olympische Spelen 2004 in Athene. Daar werd de ploeg in de groepsronde uitgeschakeld.

## Statistieken
| Japans voetbalelftal | Japans voetbalelftal | Japans voetbalelftal |
| Jaar                 | Wed.                 | Dlp.                 |
| -------------------- | -------------------- | -------------------- |
| 1980                 | 2                    | 0                    |
| 1981                 | 2                    | 0                    |
| Totaal               | 4                    | 0                    |